# Pjältåns naturreservat
Pjältåns naturreservat är ett naturreservat i Norrköpings kommun i Östergötlands län.
Området är naturskyddat sedan 2021 och är 10 hektar stort. Reservatet ligger på Kolmården, öster om Skriketorp och består av Skriketorpravinen med Pjältån omgiven av ekar och lövträd.